# Drag Race Italia
Drag Race Italia est une émission de téléréalité italienne basée sur la série télévisée américaine RuPaul's Drag Race.
L'émission, présentée par Priscilla, est un concours de drag queens au cours de laquelle est sélectionnée la « prochaine grande reine du drag italien ». Chaque semaine, les candidates sont soumises à différents défis et sont évaluées par un groupe de juges dont font partie des personnalités qui critiquent la progression des participantes et leurs performances.
Le lancement de la série est annoncé le 1er juin 2021.

## Format

### Mini défi
Le mini défi consiste souvent en une tâche ordonnée aux candidates au début d'un épisode avec des prérequis et des limitations de temps. La ou les gagnantes du mini défi sont parfois récompensées par un cadeau ou un avantage lors du maxi défi. Certains épisodes ne présentent pas de mini défi.

### Maxi défi
Il peut s'agir d'un défi individuel ou d'un défi de groupe. Les thèmes des maxi défis sont très variés, mais sont souvent similaires de saison en saison : les candidates ont souvent pour défi de confectionner une ou plusieurs tenues selon un thème précis, parfois en utilisant des matériaux non conventionnels. D'autres défis se concentrent sur la capacité des candidates à se présenter face à une caméra, à se représenter sur de la musique ou humoristiques.

### Défilé
Après le maxi défi, les candidates défilent sur le podium principal de Drag Race Italia. Le défilé est composé de la tenue confectionnée par les candidates pour le défi ou d'une tenue au thème assigné aux candidates avant l'émission et annoncé au début de la semaine : cette tenue est généralement amenée au préalable par les candidates et n'est pas préparée dans l'atelier. Le défilé fait généralement partie du jugement final des candidates.

### Lip-syncs
Lors de chaque épisode, les candidates en danger d'élimination doivent faire un playback sur une chanson annoncée au préalable afin d'impressionner les juges. Après la performance, le gagnant du lip-sync, qui reste dans la compétition, est annoncé, tandis que la candidate perdante est éliminée de la compétition.
Certains artistes ont vu plusieurs de leurs chansons être utilisées lors de l'émission.
| Nombre de chansons | Artiste          | Chanson            | Saison | Épisode | Candidate                                  | vs.                                        | Candidate                                  |
| ------------------ | ---------------- | ------------------ | ------ | ------- | ------------------------------------------ | ------------------------------------------ | ------------------------------------------ |
| 4                  | Paola e Chiara   | Festival           | 2      | 8       | Aura Eternal vs. La Diamond vs. Nehellenia | Aura Eternal vs. La Diamond vs. Nehellenia | Aura Eternal vs. La Diamond vs. Nehellenia |
| 4                  | Paola e Chiara   | Mare caos          | 3      | 3       | Sissy Lea                                  | vs.                                        | Vezirja                                    |
| 4                  | Paola e Chiara   | Vamos a bailar     | 3      | 6       | Sissy Lea                                  | vs.                                        | Sypario                                    |
| 4                  | Paola e Chiara   | Furore             | 3      | 12      | Lina Galore                                | vs.                                        | Melissa Bianchini                          |
| 2                  | Cristina D'Avena | Occhi di gatto     | 1      | 1       | Divinity                                   | vs.                                        | Luquisha Lubamba                           |
| 2                  | Cristina D'Avena | Jem                | 2      | 4       | Gioffré                                    | vs.                                        | Panthera Virus                             |
| 2                  | Elodie           | Bagno a mezzanotte | 2      | 2       | Obama                                      | vs.                                        | Tanissa Yoncè                              |
| 2                  | Elodie           | Tribale            | 3      | 4       | Lightning Aurora                           | vs.                                        | Morgana Cosmica                            |
| 2                  | Raffaella Carrà  | Fiesta             | 1      | 3       | Ava Hangar                                 | vs.                                        | Le Riche                                   |
| 2                  | Raffaella Carrà  | Far l'amore        | 2      | 7       | La Petite Noire                            | vs.                                        | Skandalove                                 |

## Juges deDrag Race Italia
Après le défi et le défilé de la semaine, les candidates font face à un panel de jurés afin d'entendre les critiques de leur performance. Le jugement se compose de deux parties ; une première partie avec les meilleures et pires candidates de la semaine sur le podium et une deuxième partie de délibérations entre les juges en l'absence des candidates.
Les juges présentent leur opinion sur les performances des candidates mais RuPaul seule décide de la gagnante de l'épisode et des candidates en danger d'élimination.
| Juge            | Saison     | Saison     | Saison     |
| Juge            | 1          | 2          | 3          |
| --------------- | ---------- | ---------- | ---------- |
| Priscilla       | Principal  | Principal  | Principal  |
| Chiara Francini | Principale | Principale | Principale |
| Paola Iezzi     |            | Invitée    | Principale |
| Paolo Camilli   |            |            | Principal  |
| Tommaso Zorzi   | Principal  | Principal  |            |

### Juges invités
Des personnalités sont souvent invitées dans le panel des jurés. Leur présence peut avoir un rapport avec le thème du défi de la semaine ou avec la chanson prévue pour le lip-sync de l'épisode.
Saison 1
- Cristina D'Avena, chanteuse italienne ;
- Gianmarco Saurino, acteur italien ;
- Fabio Mollo, scénariste et réalisateur italien ;
- Vladimir Luxuria, personnalité télévisée italienne ;
- Nick Cerioni, styliste italien ;
- Donatella Rettore, chanteuse italienne ;
- Gianmarco Commare, acteur italien ;
- Enzo Miccio, styliste italien ;
- Coco Rebecca Edogamhe, actrice italienne ;
- Ambra Angiolini, actrice et chanteuse italienne.

Saison 2
- Patty Pravo, chanteuse italienne ;
- Nancy Brilli, actrice italienne ;
- Ludovico Tersigni, acteur et animateur de télévision italien ;
- Sandra Milo, actrice et personnalité de la télévision italienne ;
- Alessandra Celentano, chorégraphe, danseur et personnalité de la télévision italienne ;
- Nick Cerioni, styliste italien ;
- Vito Coppola, danseur et personnalité de télévision italien ;
- Claudia Gerini, actrice italienne ;
- Michela Giraud, actrice et comédienne italienne ;
- Supremme de Luxe, drag queen et chanteuse espagnole, présentatrice de Drag Race España ;
- Paola Iezzi, chanteuse, DJ et producteur de disques italienne ;
- Luca Tommassini, danseur et chorégraphe italien.

Saison 3
- Myss Keta, chanteuse et rappeuse italienne ;
- Alessandra Mastronardi, actrice italienne ;
- Chiara Iezzi, chanteuse et actrice italienne ;
- Ciro Immobile, footballeur italien ;
- Jessica Melena, personnalité télévisée italienne ;
- Rosa Chemical, rappeur et chanteur italien ;
- Tiziano Ferro, chanteur et producteur de disques italien ;
- Andreas Müller, danseur italien ;
- Veronica Peparini, chorégraphe et danseuse italienne ;
- Anna Dello Russo, journaliste de mode italienne ;
- Filippo Timi, acteur, metteur en scène et écrivain italien ;
- Jo Squillo, auteure-compositrice-interprète et présentatrice de télévision italienne ;
- Sabrina Salerno, auteure-compositrice-interprète et actrice italienne ;
- Melissa Satta, showgirl et présentatrice de télévision italienne.

## Récompenses
Chaque saison, la gagnante de l'émission reçoit une sélection de récompenses.
Saisons 1 et 2 :
- Le statut d'ambassadrice d'une durée d'un an pour MAC Cosmetics ;
- Une couronne et un spectre de la part de Aster Lab Jewels.

Saison 3 :
- 20 000 euros ;
- Un an d'approvisionnement de maquillage chez Anastasia Beverly Hills ;
- Une couronne et un spectre de la part de Aster Lab Jewels.

## Résumé des saisons
| Saison | Date de première diffusion | Date de dernière diffusion | Gagnante        | Seconde(s)              | Miss Congeniality      | Récompenses |
| ------ | -------------------------- | -------------------------- | --------------- | ----------------------- | ---------------------- | --- |
| 1      | 19 novembre 2021           | 23 décembre 2021           | Elecktra Bionic | Farida Kant Le Riche    | Luquisha Lubamba       | - Le statut d'ambassadrice d'une durée d'un an pour MAC Cosmetics ; - Une couronne et un spectre de la part de Aster Lab Jewels.                       |
| 2      | 20 octobre 2022            | 8 décembre 2022            | La Diamond      | Aura Eternal Nehellenia | Nehellenia             | - Le statut d'ambassadrice d'une durée d'un an pour MAC Cosmetics ; - Une couronne et un spectre de la part de Aster Lab Jewels.                       |
| 3      | 13 octobre 2023            | 28 décembre 2023           | Lina Galore     | Melissa Bianchini       | Silvana Della Magliana | - 20 000 euros ; - Un an d'approvisionnement de maquillage chez Anastasia Beverly Hills ; - Une couronne et un spectre de la part de Aster Lab Jewels. |

### Progression des candidates
| Aura Eternal |
| Nehellenia   |

| La Sheeva              |
| Silvana Della Magliana |

 La candidate a été élue Miss Sympathie.
 La candidate a été disqualifiée.

### Saison 1 (2021)
La première saison de Drag Race Italia est diffusée à partir du 19 novembre 2021 sur Discovery+. Le casting est composé de huit candidates. Les juges principaux sont Priscilla, Chiara Francini et Tommaso Zorzi.
La gagnante de la saison est Elecktra Bionic, avec comme secondes Farida Kant et Le Riche.

### Saison 2 (2022)
La deuxième saison de Drag Race Italia est diffusée à partir du 20 octobre 2022 sur Discovery+. Le casting est composé de dix candidates. Les juges principaux sont Priscilla, Chiara Francini et Tommaso Zorzi.
La gagnante de la saison est La Diamond, avec comme secondes Aura Eternal et Nehellenia.

### Saison 3 (2023)
La troisième saison de Drag Race Italia est diffusée à partir du 13 octobre 2023 sur Discovery+. Le casting est composé de treize candidates. Les juges principaux sont Priscilla, Chiara Francini, Paola Iezzi et Paolo Camilli.
La gagnante de la saison est Lina Galore, avec comme seconde Melissa Bianchini.